# NK Tegenwindfietsen

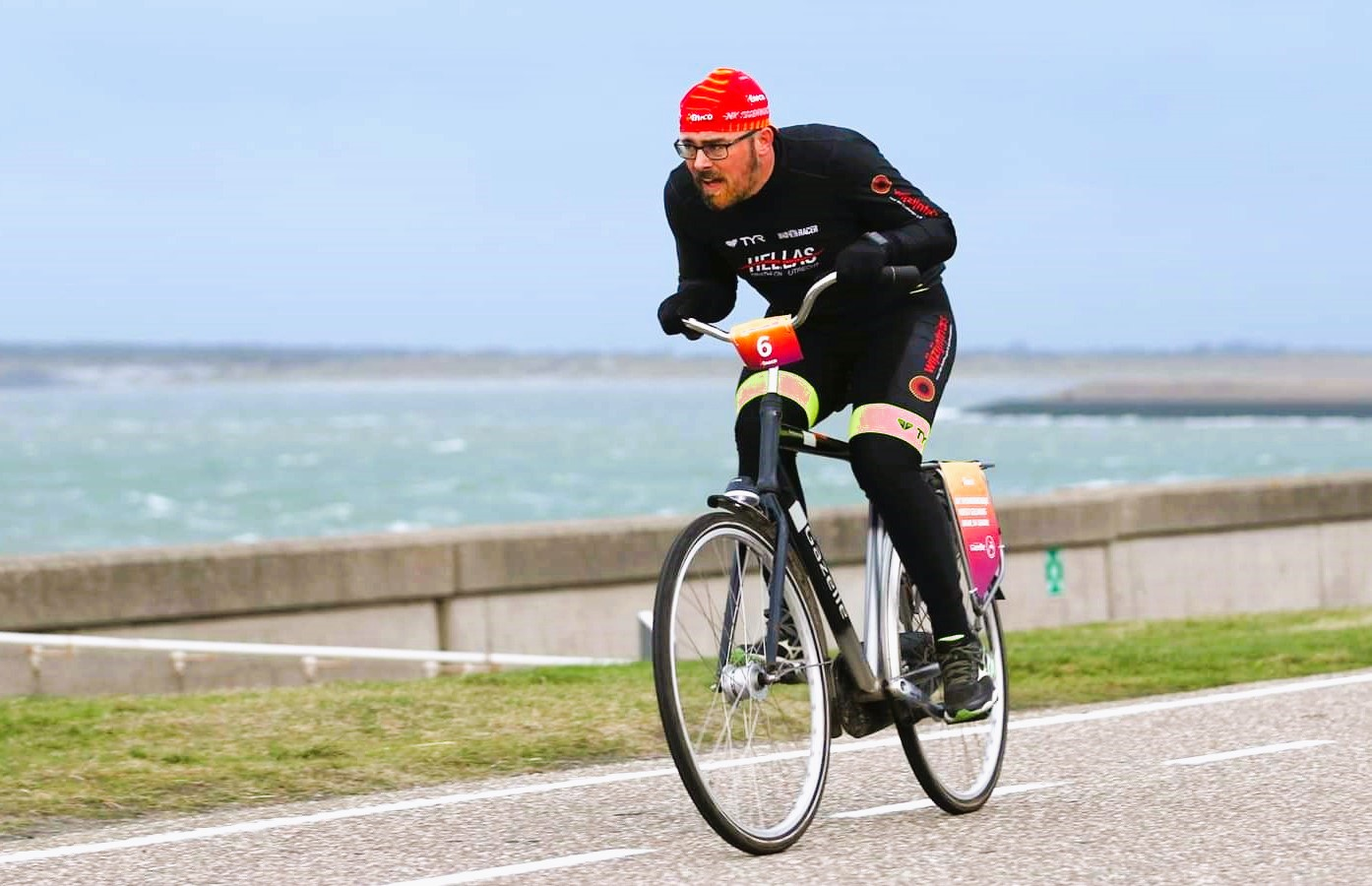
Deelnemer NK Tegenwindfietsen 2020

Het Eneco NK Tegenwindfietsen is een sinds 2013 jaarlijks terugkerend open Nederlands Kampioenschap dat plaatsvindt bij storm (windkracht 7 of hoger) over de Oosterscheldekering over een afstand van circa 9 kilometer. Sinds 2014 is er ook een ploegentijdrit.
Er wordt gefietst tegen de wind in op door de organisatie aangeleverde herenfietsen zonder versnellingen en met terugtraprem. Als er storm op komst is wordt het kampioenschap drie dagen van tevoren aangekondigd en kunnen personen zich aanmelden. Dit wordt gedaan met de woorden "We kriehen sturm" (foutief Zeeuws voor "We krijgen storm").
Er kunnen 200 individuele fietsers meedoen en 25 ploegen van vier fietsers. Deelnemers starten dertig seconden na elkaar en degene met de snelste tijd wint.
In 2017 en 2019 waren er geen wedstrijden omdat de juiste windomstandigheden er niet waren.
In 2020 werd de wedstrijd vroegtijdig afgelast door de naderende Storm Ciara. Door deze storm werd het voor vrachtwagens te gevaarlijk om op de Oosterscheldekering te rijden met als gevolg dat de fietsen niet meer teruggebracht konden worden naar de start. Hierdoor konden vijftien van de twintig bedrijventeams  niet meer starten. In 2021 werd het kampioenschap niet verreden vanwege de coronapandemie die in 2020 uitbrak. Ook in 2023 werd de wedstrijd niet verreden. Het kampioenschap zou dat jaar plaatsvinden op 2 november,  maar werd afgelast vanwege de storm Ciaràn. Het waaide die dag op de piekmomenten veel te hard waardoor het te gevaarlijk werd om de kering op te gaan. Als alternatief konden mensen die dat jaar zouden deelnemen het NK digitaal fietsen in het Deltapark Neeltje Jans. Ze konden daar het NK fietsen op een simulator, een fiets met een beeldscherm waarop beelden van de Oosterscheldekering waren te zien. Deze fiets was zo afgesteld dat men bij het fietsen dezelfde weerstand had als bij het tegenwindfietsen zelf. Ook gingen een aantal deelnemers hardlopend over de kering.

## Winnaars
| Editie | Windkracht                                       | Mannen                                           | Tijd                                             | Vrouwen                                          | Tijd                                             | Ploeg                                                                        | Tijd                                             |
| ------ | ------------------------------------------------ | ------------------------------------------------ | ------------------------------------------------ | ------------------------------------------------ | ------------------------------------------------ | ---------------------------------------------------------------------------- | ------------------------------------------------ |
| 2013   | 5                                                | Bart Brentjens                                   | 17m51s                                           | Irene Tesink                                     | 19m31s                                           | Geen ploegenwedstrijd                                                        | Geen ploegenwedstrijd                            |
| 2014   | 8                                                | Wouter Mesker                                    | 18m06s                                           | Nathalie Simoens                                 | 22m34s                                           | Wind in de Rug Wouter Mesker Kaj Hendriks Melvin Hekman Erik van Lakerveld   | 16m30.653s                                       |
| 2015   | 7                                                | Pico de Jager                                    | 19m15s                                           | Mathilde Matthijsse                              | 21m23s                                           | Wind in de Rug                                                               | 18m39s                                           |
| 2016   | 9 code geel                                      | Teun Sweere                                      | 22m30s                                           | Mathilde Matthijsse                              | 28m09s                                           | Jan de Jonge Fietsen                                                         | 21m34s                                           |
| 2017   | Niet verreden vanwege ontbrekende stormcondities | Niet verreden vanwege ontbrekende stormcondities | Niet verreden vanwege ontbrekende stormcondities | Niet verreden vanwege ontbrekende stormcondities | Niet verreden vanwege ontbrekende stormcondities | Niet verreden vanwege ontbrekende stormcondities                             | Niet verreden vanwege ontbrekende stormcondities |
| 2018   | 7                                                | Max de Jong                                      | 18m16s                                           | Lisa Scheenaard                                  | 20m28s                                           | Team Nooitstop                                                               | ?                                                |
| 2019   | Niet verreden vanwege ontbrekende stormcondities | Niet verreden vanwege ontbrekende stormcondities | Niet verreden vanwege ontbrekende stormcondities | Niet verreden vanwege ontbrekende stormcondities | Niet verreden vanwege ontbrekende stormcondities | Niet verreden vanwege ontbrekende stormcondities                             | Niet verreden vanwege ontbrekende stormcondities |
| 2020   | 9 code oranje                                    | Max de Jong                                      | 20m00s                                           | Lisa Scheenaard                                  | 23m08s                                           | Vroegtijdig afgelast wegens Storm Ciara                                      | Vroegtijdig afgelast wegens Storm Ciara          |
| 2021   | Niet verreden vanwege coronapandemie             | Niet verreden vanwege coronapandemie             | Niet verreden vanwege coronapandemie             | Niet verreden vanwege coronapandemie             | Niet verreden vanwege coronapandemie             | Niet verreden vanwege coronapandemie                                         | Niet verreden vanwege coronapandemie             |
| 2022   | 7-9 code geel                                    | Jurjun van der Velde                             | 20m23s                                           | Lisa Scheenaard                                  | 23m53s                                           | Team Nooitstop                                                               | 15m14s                                           |
| 2023   | Afgelast vanwege de storm Ciarán                 | Afgelast vanwege de storm Ciarán                 | Afgelast vanwege de storm Ciarán                 | Afgelast vanwege de storm Ciarán                 | Afgelast vanwege de storm Ciarán                 | Afgelast vanwege de storm Ciarán                                             | Afgelast vanwege de storm Ciarán                 |
| 2024   | 7                                                | Jurjun van der Velde                             | 19m36s                                           | Ingrid van den Wijngaard                         | 23m11s                                           | Waai tell me waai Sander van Noppen Casper Peeters Pepijn Quast Tibor Rongen | 20m49s                                           |